# Arena
 Ovo je glavno značenje pojma Arena. Za druga značenja pogledajte Arena (razdvojba).
Arena označava scenski prostor kružnog, polukružnog ili ovalnog tipa, pretežno na otvorenom prostoru. Dosta često se za isti prostor rabi i termin amfiteatar. Najpoznatiji i najbolje očuvani takav scenski prostor kod nas je Pulska arena. Pojam arena potječe od latinske riječi harena u značenju pijesak, koji je u antičko vrijeme služio za upijanje prolivene krvi preminulih gladijatora u građevinama amfiteatara.